# Lüshi Chunqiu
Il Lüshi Chunqiu (o Lü-shih Ch'un-ch'iu, 呂氏春秋T, 吕氏春秋S, Lǚshì chūnqiūP) è un'antica opera cinese di carattere enciclopedico, completata attorno al 239 a.C. sotto la direzione del Cancelliere della dinastia Qin, Lü Buwei. Secondo la valutazione di Michael Carson e Michael Loewe, 
"Il Lü shih ch'un ch'iu presenta caratteristiche uniche rispetto ad altre opere antiche, sia per quanto riguarda la sua ottima organizzazione che per la sua completezza, con passaggi estensivi su temi che vanno dalla musica all'agricoltura, che non sono contenuti in altri testi. Inoltre è uno dei più lunghi testi antichi, comprendente oltre 100 000 caratteri.

## Contesto storico
La biografia di Lü Buwei nello Shiji (cap. 85, p. 2510) riporta le prime informazioni riguardanti il Lüshi Chunqiu. Lü Buwei fu un ricco mercante che commerciando nella città Handan fece liberare il principe Qin Yiren (trattenuto come ostaggio dallo stato Zhao) che diventò in seguito re Zhuangxiang (秦莊襄王) di Qin. Il figlio di Zhuangxiang, Ying Zheng (政, che lo Shiji ipotizza essere in realtà figlio di Lü) divenne il primo imperatore della dinastia Qin, Qin Shi Huang, nel 221 a.C. Quando Zhuangxiang morì nel 247 a.C., Lü Buwei divenne il reggente del tredicenne Zheng. La creazione dell'opera avvenne per volontà di Lü, che col suo mecenatismo desiderava rendere il regno Qin il centro intellettuale della Cina: "accolse gli eruditi, trattandoli in modo così generoso che il numero di quelli a cui dava una rendita venne ad aggirarsi su tremila".. La sua ambizione era quella di creare un'opera enciclopedica che contenesse tutto il sapere del mondo. Con ogni probabilità il Lüshi Chunqiu fu completato nel 241 a.C. nella residenza di Lü Buwei, ma secondo altre fonti nel 238 a.C. Lü Buwei secondo quanto riferisce lo Shiji:
esibì il testo enciclopedico ultimato alle porte del mercato di Xianyang, la capitale di Qin, con un migliaio di misure d'oro appese sopra di esso, che sarebbero andate come ricompensa a qualunque erudito di passaggio che avesse saputo "aggiungere o levare anche un singolo carattere all'opera".
(da questa vicenda sembra che derivi il proverbio cinese: "una sola parola vale mille pezzi d'oro", per indicare un'opera o uno studio particolarmente pregevole). L'Hanshu Yiwenzhi categorizza il Lüshi Chunqiu come un'opera appartenente alla Zajia (雜家T, 杂家S "Scuola Mista"), riguardante le tematiche trattate in Filosofia (諸子略) o dalle Cento Scuole di Pensiero. Sebbene questo testo sia frequentemente ritenuto come "sincretistico", "eclettico" ed "eterogeneo", è un sommario molto completo del pensiero filosofico dell'epoca, comprendente il Legismo, il Confucianesimo, il Moismo e il Daoismo.

## Argomenti trattati
Il titolo utilizza il termine chunqiu (春秋 letteralmente "primavera e autunno") con il significato di "annali, cronache", in riferimento al testo classico confuciano chunqiu Annali della primavera e dell'autunno, che raccontano la storia dello stato di Lu tra il 772–481 a.C.
Il testo del Lüshi Chunqiu è composto da 26 libri o juan (巻 "rotoli; libri") e 160 pian (篇 "sezioni"), ed è diviso in tre parti principali. 
Lo Ji (紀, "Gli Almanacchi"): Libri da 1-12, corrispondenti ai mesi dell'anno, che elencano le attività principali da svolgere durante le stagioni per assicurare una corretta gestione dello stato. Questa parte fu copiata dal capitolo Yueling del Libro dei Riti (Liji), prendendo molti passaggi da altri testi spesso senza alcun riferimento. 
Il Lan (覧, "Le Valutazioni"): Libri da 13–20, ognuno con 8 sezioni, corrispondenti in totale ai 64 Esagrammi de I Ching. Questa è la parte più lunga ed eterogenea, con riferimenti a molti testi antichi, alcuni dei quali non più esistenti. 
Il Lun (論, "I Discorsi"): Libri da 21–26, perlopiu' riguardanti il modo di governare, eccetto le quattro sezioni finali che trattano l'agricoltura.

### Integrità del testo
Le caratteristiche della composizione, il suo grado di completezza (ovvero il grado di veridicità secondo lo Shi ji) e le possibili corruzioni degli Annali originali sono state oggetto di studio accademico. Si ritiene che gli Almanacchi abbiano un grado di integrità e organizzazione tematica molto più elevato rispetto alle altre due parti dell'opera.
Il capitolo "Yu da" (諭大) degli Esami per esempio contiene un testo quasi identico al capitolo "Wu da" (務大) dei Discorsi, sebbene il primo sia riconducibile a "Jizi" (季子) e il secondo a Confucio.

## Commenti dell'opera
Secondo lo scrittore Liang Qichao (1873-1929): "Questo libro, attraverso il corso di duemila anni, non ha subito cancellazioni o corruzioni. Inoltre, ha un commento eccellente fatto da Gao You. È veramente l'opera più perfetta e con maggiore facilità di lettura tra tutti i libri antichi."
La posizione di Liang, in parte criticata successivamente, era dettata dalla mancanza di un canone nel quale posizionare questo libro.

## Concetti prevalenti
Pur ammettendo l'enormi difficoltà nel redigere un sommario del Lüshi Chunqiu, John Knoblock e Jeffrey Riegel nella loro traduzione elencano 18 punti principali che caratterizzano quest'opera:
1. L'affermazione della coltivazione autonoma e dell'imparzialità.
2. Il rifiuto della sovranità ereditaria dell'impero.
3. La stupidità come causa della sovranità ereditaria.
4. Il bisogno del governo di occuparsi dei problemi delle persone.
5. L'importanza fondamentale dell'apprendimento e dei professori.
6. Il supporto e l'ammirazione dell'apprendimento come fondamento delle regole.
7. Il non intervento del governante.
8. Il ruolo primario del governante nel selezionare i suoi ministri.
9. Il bisogno del governante di fidarsi dell'esperienza dei suoi consiglieri.
10. Il bisogno del governante di praticare la quiescenza.
11. L'attacco alle pratiche dello stato Qin.
12. La guerra giusta.
13. Il rispetto per le arti.
14. L'importanza dell'agricoltura.
15. Facilitare gli scambi e il commercio.
16. Incoraggiare l'economia e la conservazione.
17. Alleggerimento delle tasse e dei tributi.
18. Accrescere il sentimento familiare e la fedeltà. (2000:46–54)